# Diocesi di Igilgili
La diocesi di Igilgili (in latino: Dioecesis Igilgilitana) è una sede soppressa e sede titolare della Chiesa cattolica.

## Storia
Igilgili, identificabile con Jijel nell'odierna Algeria, è un'antica sede episcopale della provincia romana della Mauritania Sitifense.
Sono solo due i vescovi documentati di Igilgili. Il cattolico Urbicoso prese parte alla conferenza di Cartagine del 411, che vide riuniti assieme i vescovi cattolici e donatisti dell'Africa romana; Urbicoso poté affermare con orgoglio che Igilgili non ebbe mai, fin dai tempi più remoti, dei vescovi donatisti.
Il secondo vescovo noto è Domiziano, il cui nome appare al 4º posto nella lista dei vescovi della Mauritania Sitifense convocati a Cartagine dal re vandalo Unerico nel 484; Domiziano, come tutti gli altri vescovi cattolici africani, fu condannato all'esilio.
Dal 1933 Igilgili è annoverata tra le sedi vescovili titolari della Chiesa cattolica; dal 15 luglio 2023 il vescovo titolare è Edouard Tsimba Ngoma, C.I.C.M., vescovo ausiliare di Kinshasa.

## Cronotassi

### Vescovi residenti
- Urbicoso † (menzionato nel 411)
- Domiziano † (menzionato nel 484)

### Vescovi titolari
- Edmund Joseph Fernando, O.M.I. † (9 aprile 1968 - 5 dicembre 1983 nominato vescovo di Badulla)
- Antuvan Marovitch † (30 ottobre 1986 - 15 dicembre 1991 deceduto)
- Paul Lê Dac Trong † (23 marzo 1994 - 7 settembre 2009 deceduto)
- Thomas Antonios Valiyavilayil, O.I.C. (25 gennaio 2010 - 23 novembre 2019 nominato eparca di Sant'Efrem di Khadki)
- Michael Kalu Ukpong (30 maggio 2020 - 1º novembre 2022 nominato vescovo di Umuahia)
- Edouard Tsimba Ngoma, C.I.C.M., dal 15 luglio 2023